# Musette (danse)
Pour les articles homonymes, voir Musette.

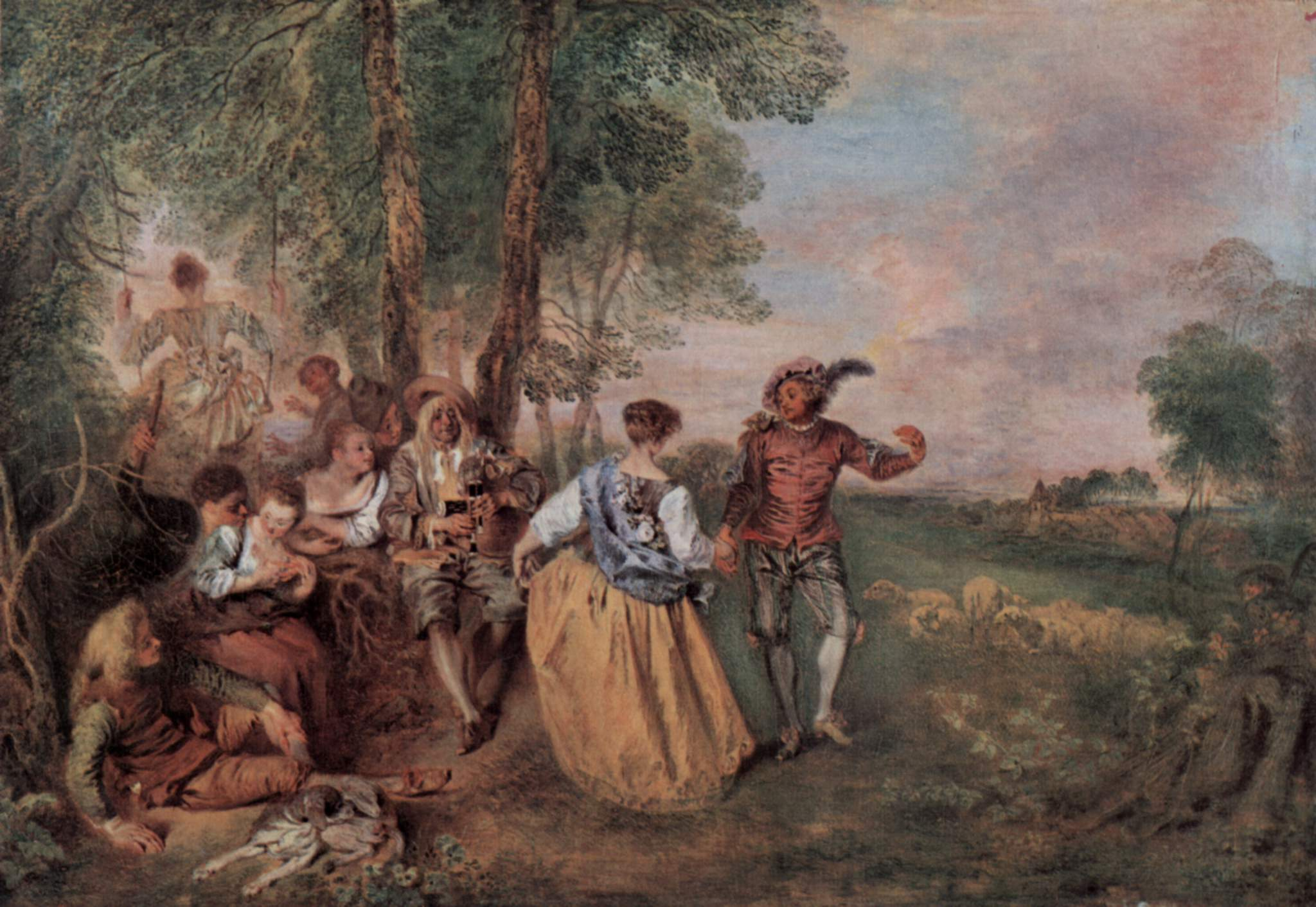
Les Bergers de Watteau (vers 1717).

La musette (ou muzette ou muséte) est une danse française des XVIIe et XVIIIe siècles qui emprunte son nom à l'instrument éponyme, sorte de petite cornemuse. Cette danse de caractère pastoral, proche de la gavotte, fut très populaire à la cour des rois Louis XIV et Louis XV.
Au XXe siècle, le terme, au masculin, désigne un style de danse populaire.

## Histoire

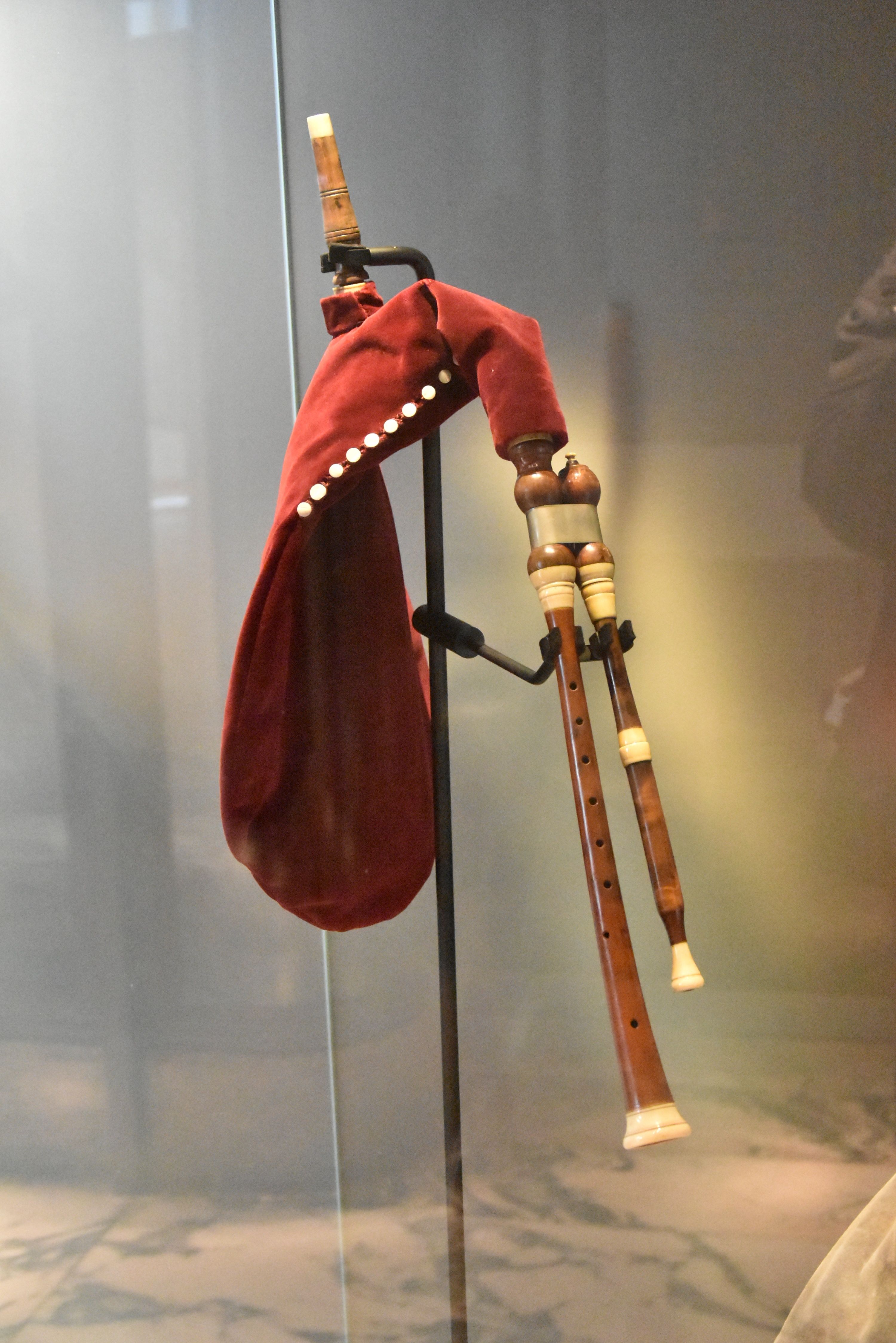
Une musette, l'instrument qui donna son nom à la danse.

La musette, également orthographiée muzette ou muséte, est une danse française, très populaire aux XVIIe et XVIIIe siècles, qui emprunte son nom à l'instrument de musique éponyme, une sorte de petite cornemuse qui eut tellement de succès à la cour des rois Louis XIV et Louis XV qu'elle lui donna son nom,.
Danse au tempo modéré à deux ou trois temps (à 
, 
 ou 
), la musette suggère et évoque l'ambiance pastorale de l'Arcadie, des bergers et bergères qui sont fort à la mode à cette époque,. Il s'agit d'une forme rustique de la gavotte.
En notation de la danse, trois chorégraphies ont survécu : une « muszette à deux », qui est une entrée pour deux dames exécutée à l'acte quatre, scène trois, de Callirhoé de Destouches (1712) ; « la musette », un duo pour un gentilhomme et une dame (1724) ; et « la Diane », également un duo pour un gentilhomme et une dame (1725), qui est en mètre triple, lent.
On trouve de nombreuses musettes dans la musique française pour instruments à clavier de l'époque, notamment chez François Couperin, avec ses élégantes Muséte de Choisi et Muséte de Taverni des Pièces de clavecin, XVe ordre (1722), qui ont été écrites pour être jouées l'une après l'autre.
L'écriture de la musette est caractérisée par sa mélodie « naïve et douce » selon les mots de Jean-Jacques Rousseau, et une composition à trois voix, l'une faisant une pédale ou un bourdon (le plus souvent la basse), les deux autres étant souvent en canon ou tout au moins en fugato (à l'image du début en imitation de la Muséte de Taverni de Couperin, qui rappelle le son rustique de deux cornemuses). Ce procédé se rencontre dans le développement d'autres danses comme la gavotte.
Outre Couperin, elle est intégrée dans de nombreuses suites instrumentales, chez Dandrieu, Rameau et Bach notamment (un exemple typique étant la Suite anglaise no 3 du Cantor de Leipzig). Souvent, elle forme un ensemble unique avec la gavotte, constituant alors la partie appelée « trio ».

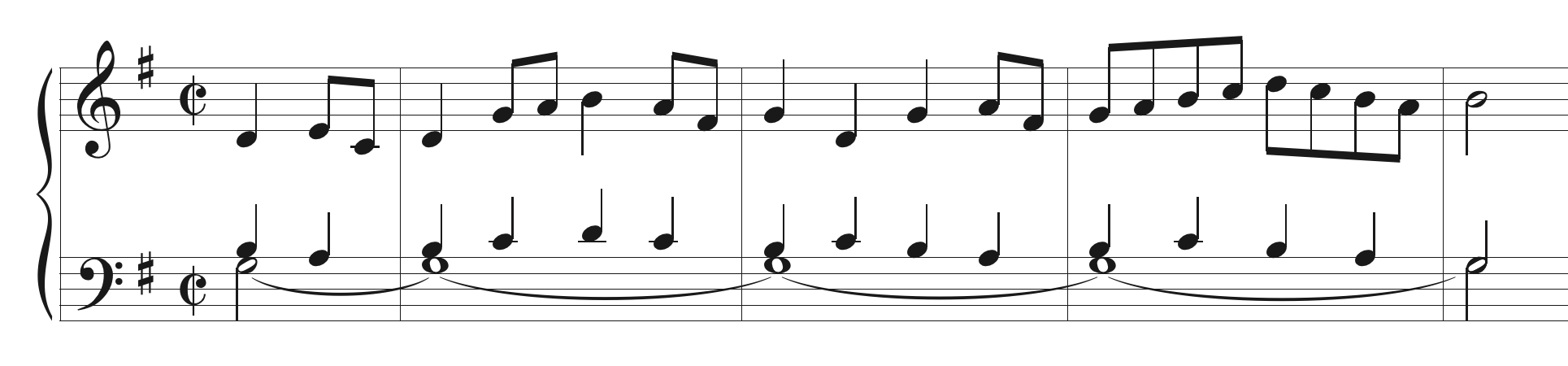
Musette de la Suite anglaise no 3 de Bach.

D'après Daniel Gottlob Türk (Klavierschule, 1789), l'exécution au clavier de la musette doit être « schmeichelnd und geschleift » (cajoleuse et baveuse). Le genre musical se retrouve plus tard, au XXe siècle, la forme ayant notamment été utilisée par Selim Palmgren dans sa Country Dance (Musette) en 1922 et par Arnold Schönberg dans la Suite pour piano op. 25 (1921-1923).
Au théâtre, la musette apparaît en 1703 dans Les Muses, un opéra-ballet d'André Campra,. L'orchestre imite les sonorités de l'instrument pour accompagner des scènes d'atmosphère galante où des personnages de bergers évoluent dans des chorégraphies composées de pas de belle danse. On en trouve d'autres exemples dans Les âges du même Campra (1718), dans Les éléments de Lalande et Destouches (1721), dans l'ouverture d'Alcina de Haendel (1735), ainsi que dans Bastien und Bastienne (1768) de Mozart, pour annoncer l'arrivée du Sorcier.
Au milieu du XIXe siècle, l’expression « bal à la musette » désigne les bals parisiens où les Auvergnats pratiquent leurs danses, le plus souvent la bourrée auvergnate, au son de la musette. L'expression devient alors synonyme de bal populaire à l'atmosphère enjouée. Mais très vite, autour de 1880, avec l'importante immigration d'Italiens qui animaient de nombreux bals de quartier, ces bals à la musette seront bientôt supplantés par les « bals musette » que donnent les Transalpins et dans lesquels ces derniers remplacent l’instrument des Auvergnats par leur instrument de prédilection, encore jeune et peu connu : l’accordéon,.
Jusqu'aux années 1960, le bal musette fait florès à Paris, dans les cafés ou dans les rues, ainsi qu'aux guinguettes des bords de Marne. Il donne naissance au « style musette » — dans lequel, paradoxalement, la musette a disparu —, dont les danses caractéristiques les plus en vogue, accompagnées à l'accordéon, sont la java et la valse musette.

## Galerie

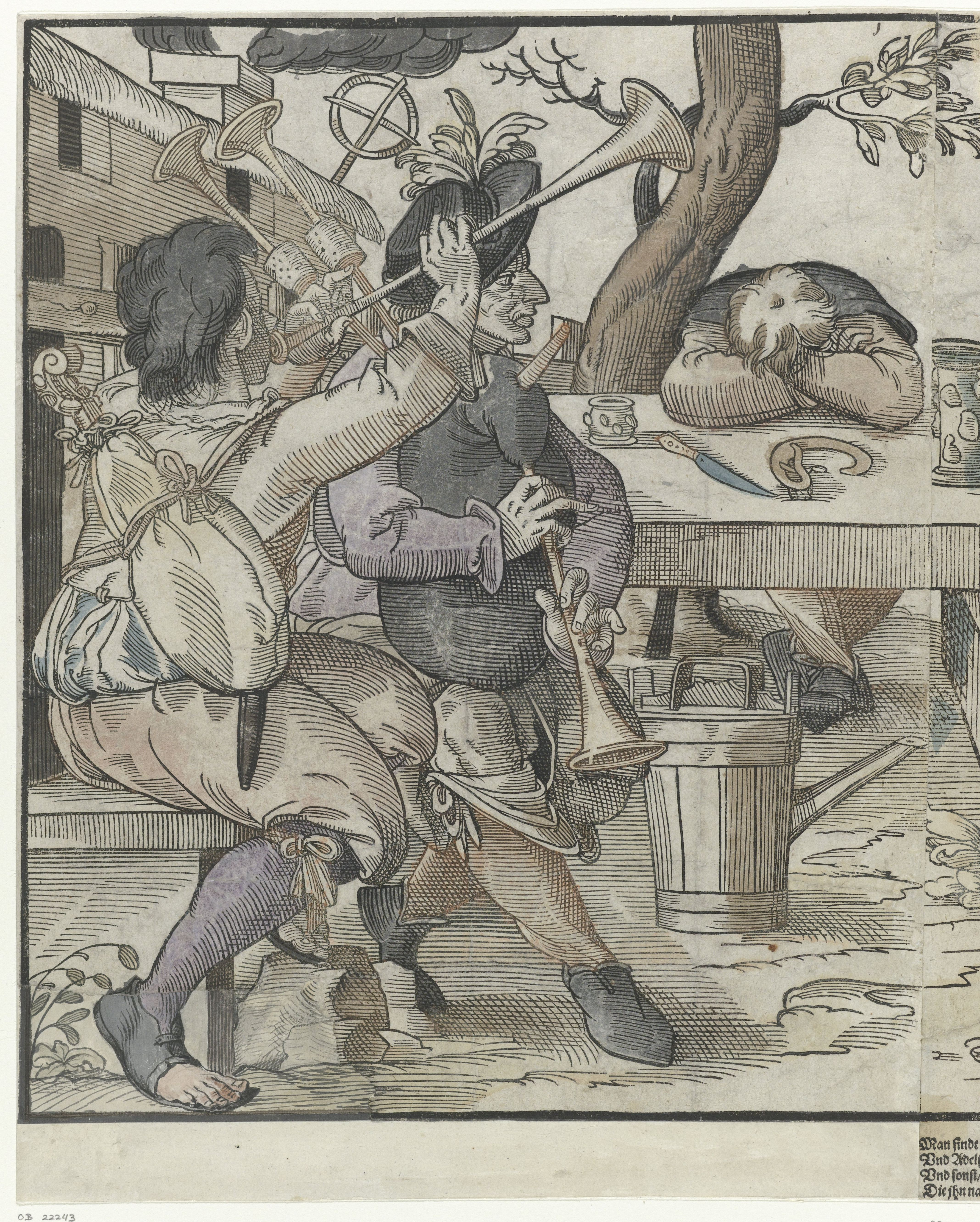
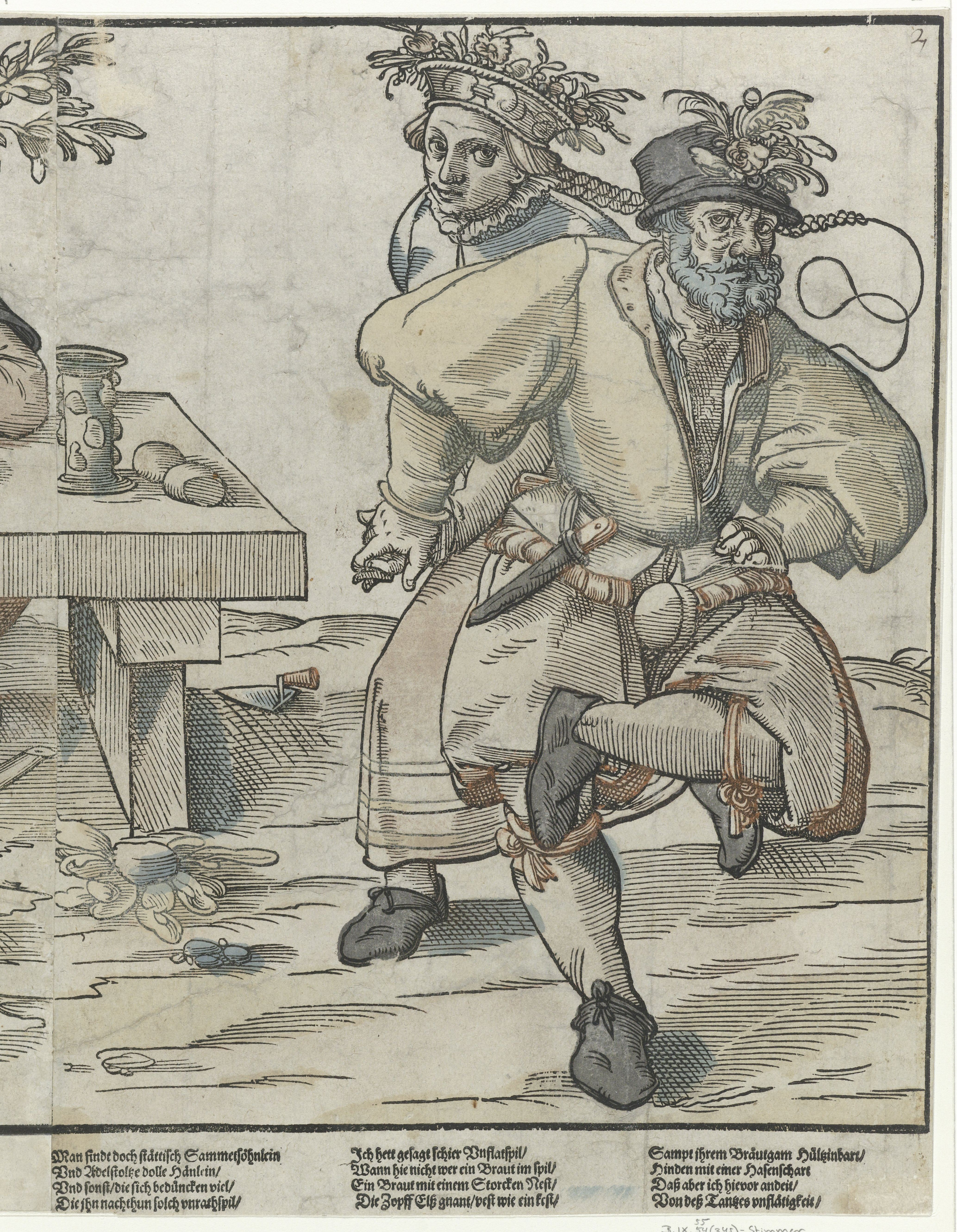
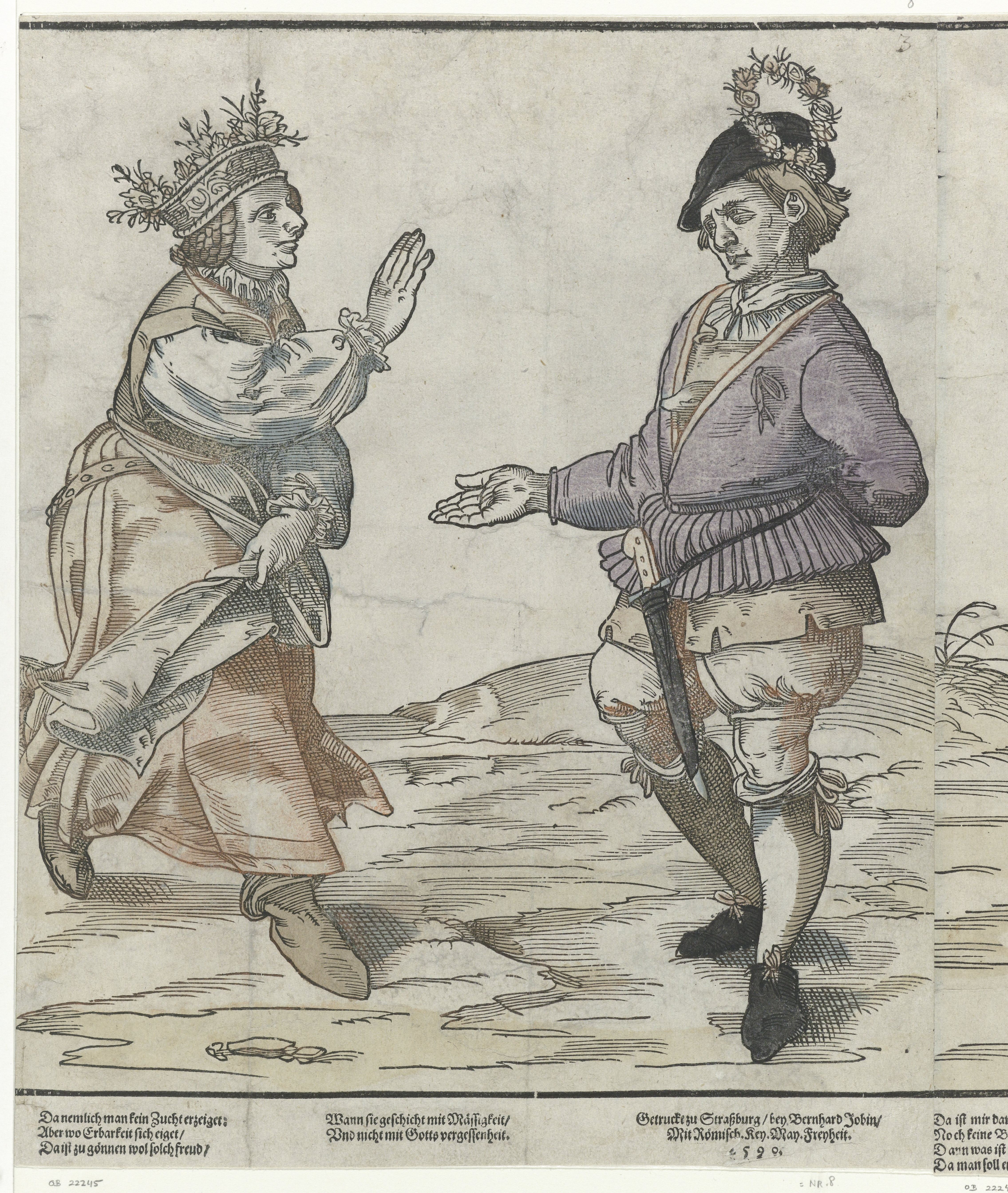
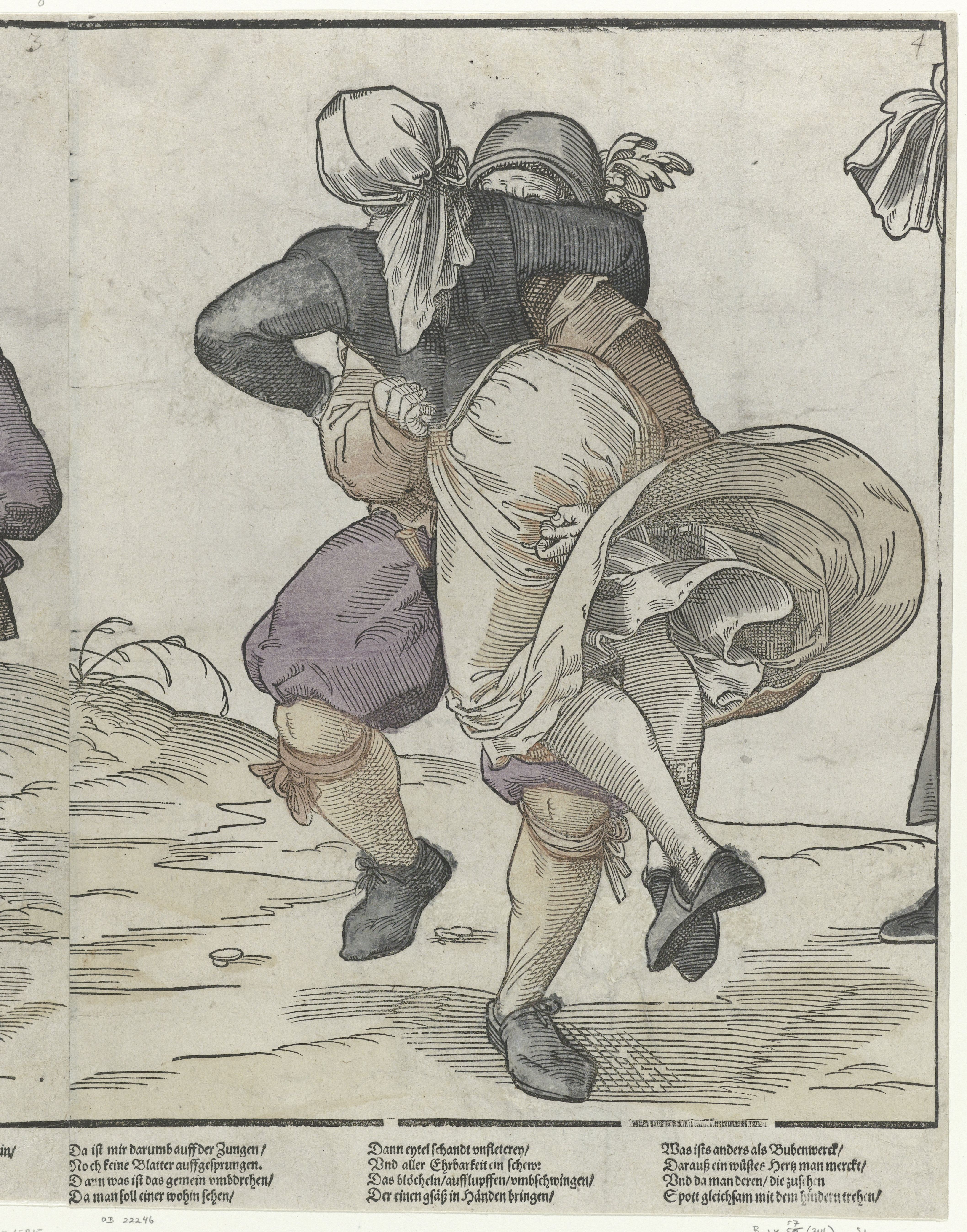
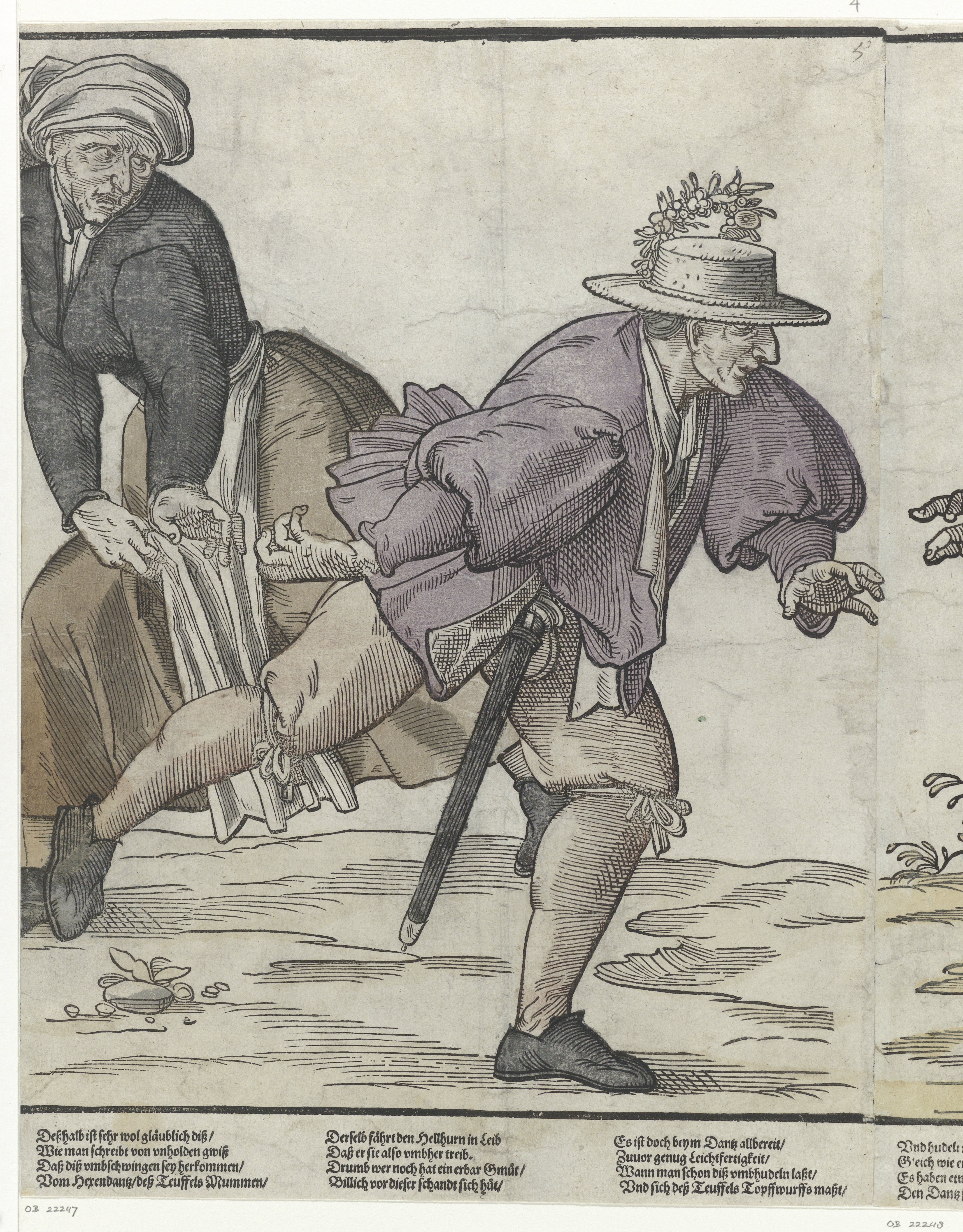
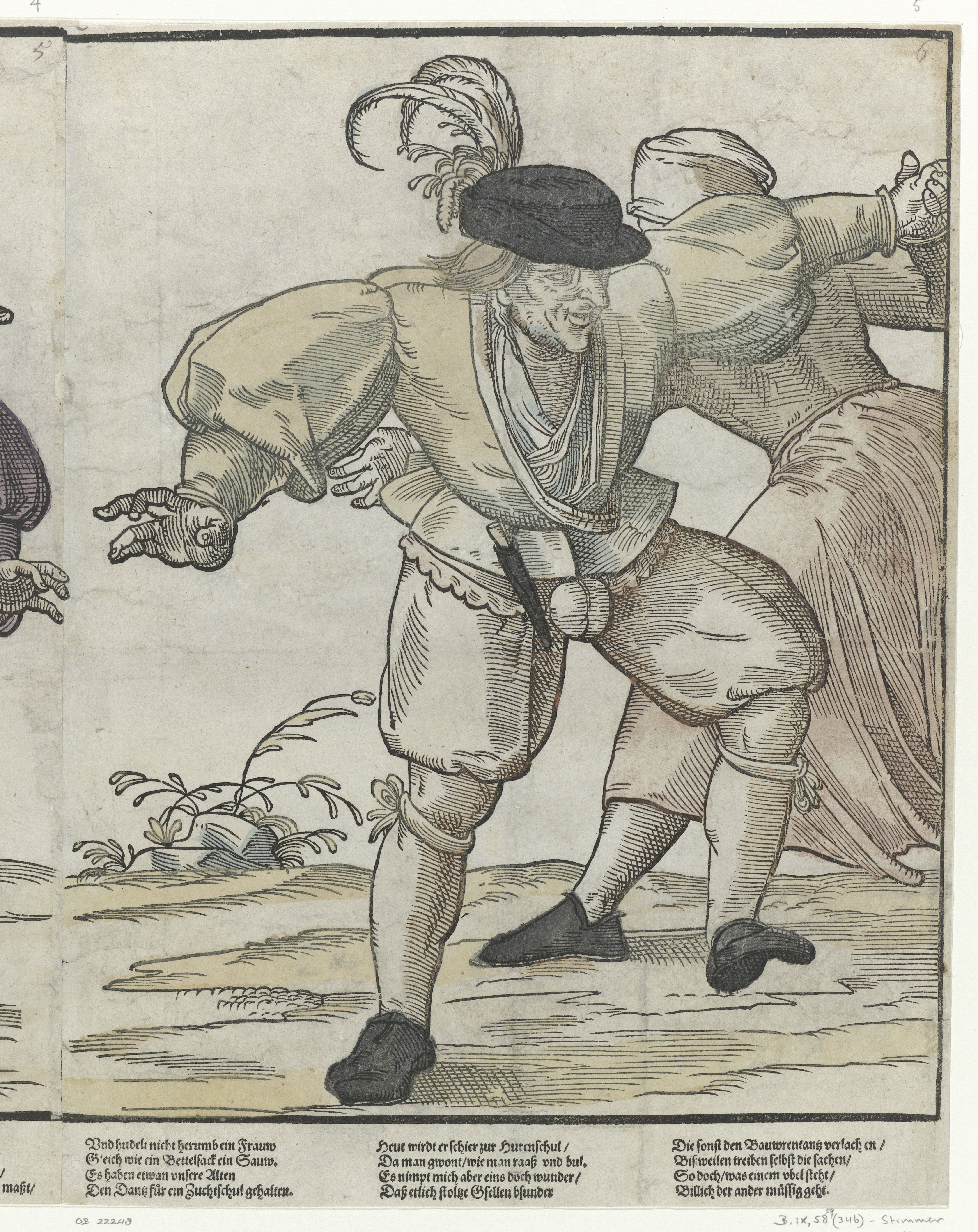
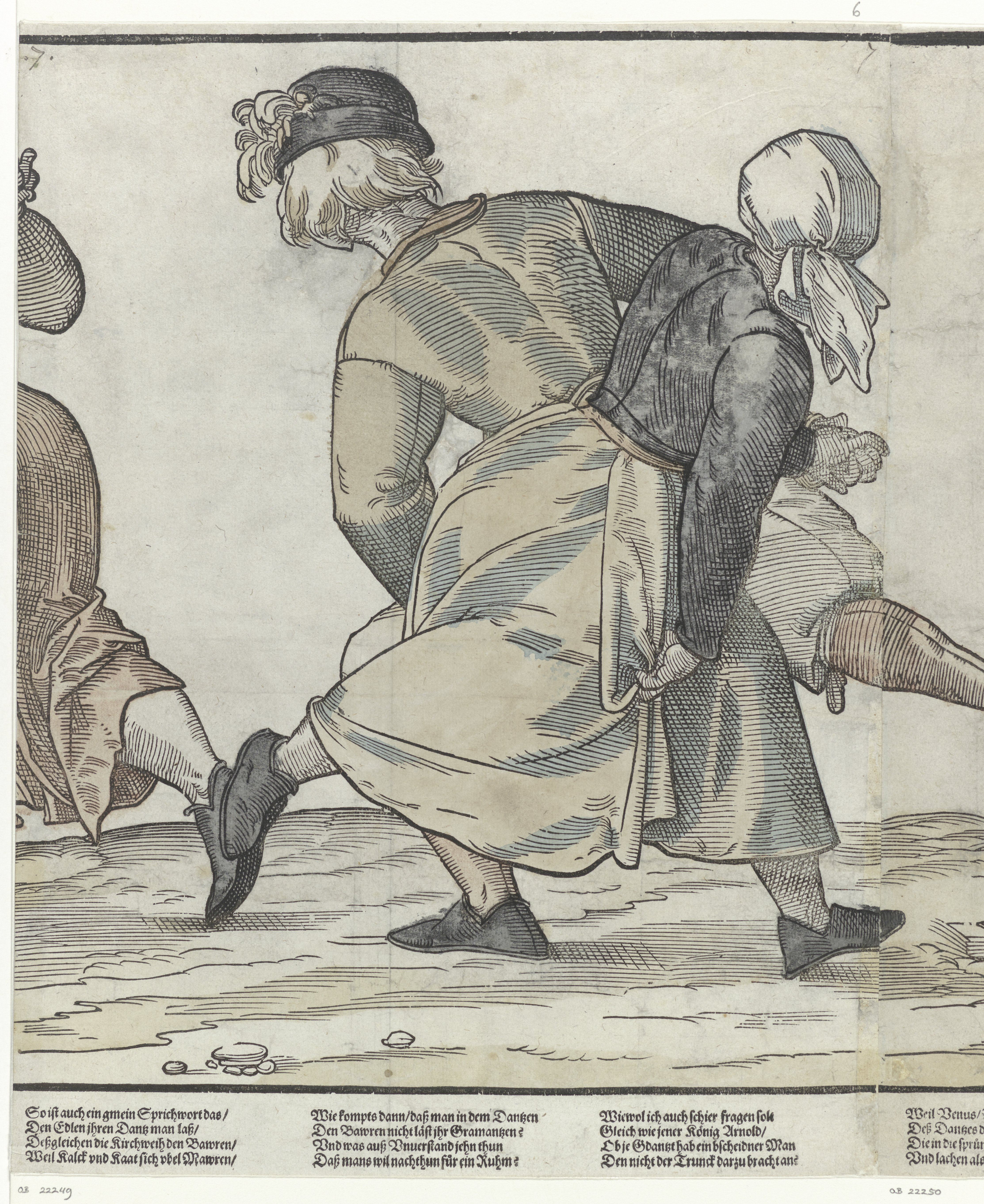
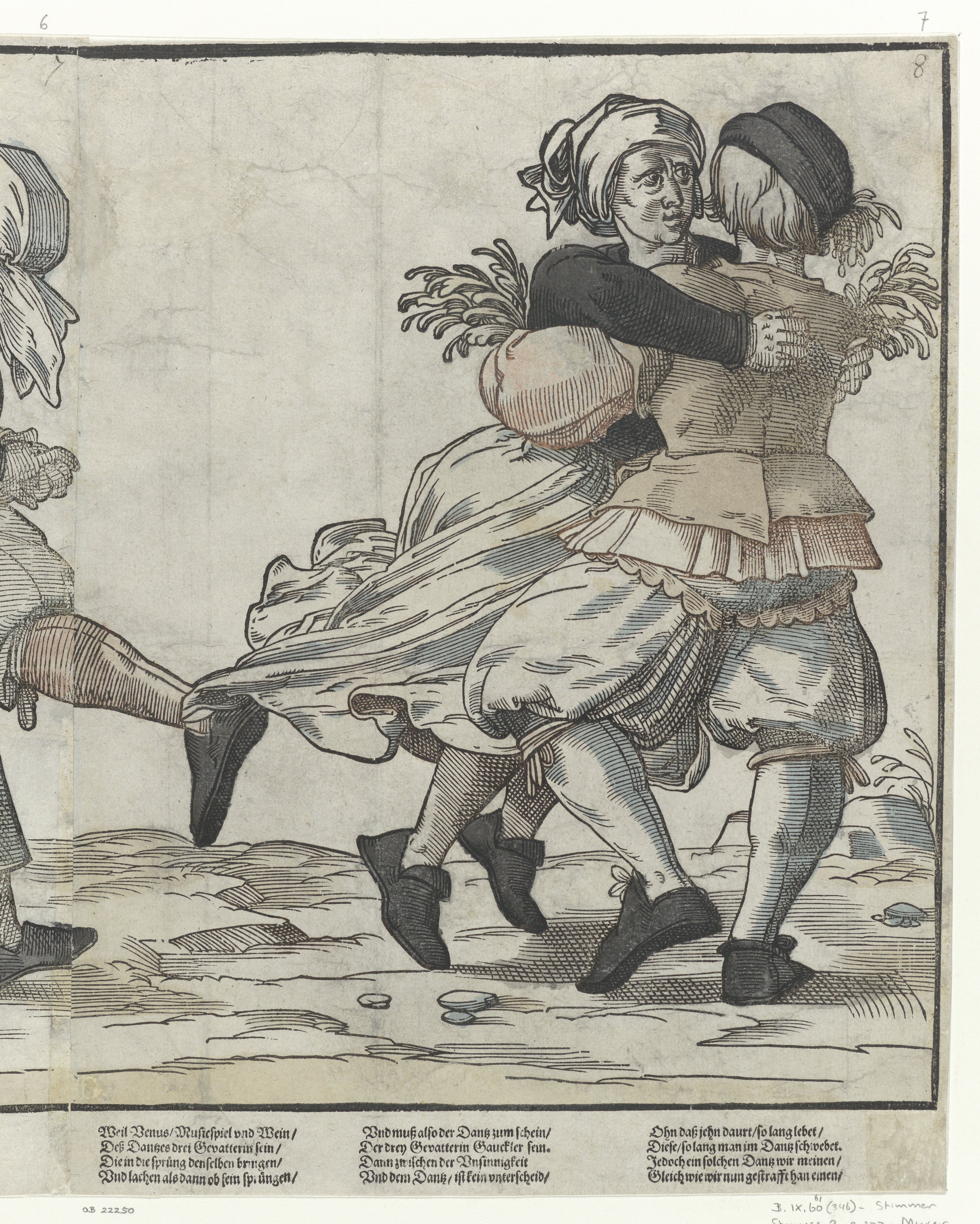

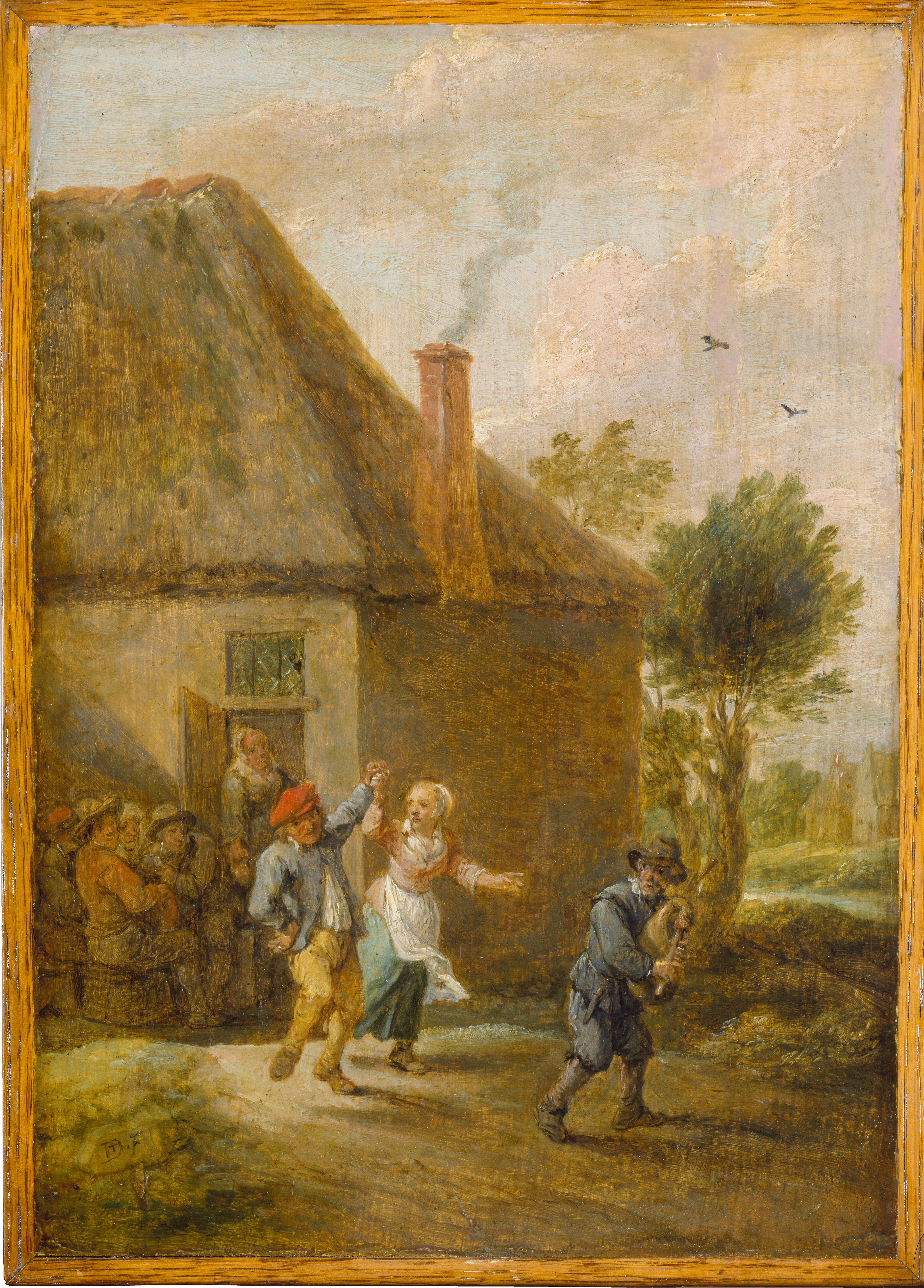
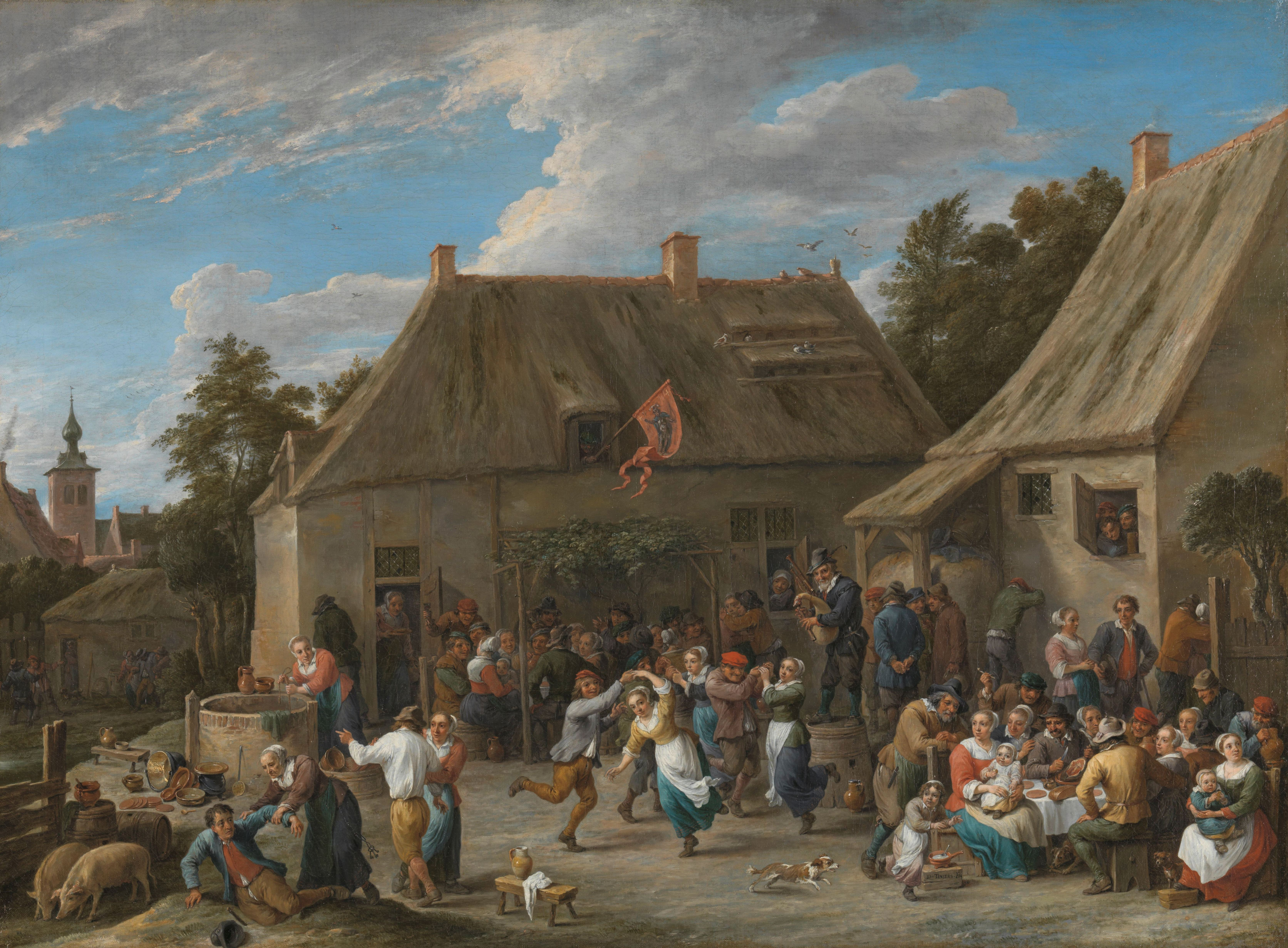